# Oplopanax
Oplopanax és un petit gènere de plantes de flors que consisteix en tres espècies d'arbustos caducifolis, nadius de l'oest d'Amèrica del Nord i noreste d'Àsia. Oplopanax està estretament relacionat amb el gènere Fatsia.

## Descripció
Les espècies tenen tiges espinoses, grans fulles palmeades lobulades amb flors blanques o verdoses produint-se en panícules terminals. El fruit és una petita drupa esfèrica de color vermell molt popular entre els ocells.

## Taxonomia
- Oplopanax elatus
- Oplopanax horridus
- Oplopanax japonicus